# Anampses meleagrides
Anampses meleagrides Valenciennes, 1840 è un pesce di acqua salata appartenente alla famiglia Labridae.

## Habitat e Distribuzione
Si trova nelle barriere coralline dell'oceano Indiano e dell'oceano Pacifico. Si trova anche nel Mar Rosso e lungo le coste del Giappone. Nuota sia nelle zone ricche di coralli che in quelle ricche di vegetazione acquatica o spugne, fino a 60 m di profondità.

## Descrizione
Il corpo è molto compresso ai lati, ovale. La livrea delle femmine è molto appariscente: il colore di base è nero, con molti puntini bianchi e la pinna caudale gialla, dal margine dritto. Al termine della pinna caudale e della pinna anale, che non sono allungate, sono presenti delle macchie tonde nere bordate di bianco.
I maschi adulti, invece, sono violacei o rossastri striati di blu sulla testa e sull'opercolo. Il corpo e le pinne sono ricoperti di piccole macchie blu. Può essere confuso con A. geographicus. La lunghezza massima registrata per questa specie è di 22 cm.

## Biologia

### Alimentazione
È carnivoro e si nutre di invertebrati marini.

### Riproduzione
È un pesce oviparo ed ermafrodita. Gli esemplari più giovani sono femmine.

## Conservazione
Questa specie è classificata come "a rischio minimo" (LC) dalla lista rossa IUCN perché non è minacciata da particolari pericoli: è pescata soltanto raramente per essere allevata in acquario e il suo areale è abbastanza ampio.